# Пшиходи (Сілезьке воєводство)
Пшиходи (пол. Przychody) — село в Польщі, у гміні Пілиця Заверцянського повіту Сілезького воєводства.
Населення — 166 осіб (2011).
У 1975-1998 роках село належало до Катовицького воєводства.

## Демографія
Демографічна структура станом на 31 березня 2011 року:
|          | Загалом | Допрацездатний вік | Працездатний вік | Постпрацездатний вік |
| -------- | ------- | ------------------ | ---------------- | -------------------- |
| Чоловіки | 80      | 13                 | 53               | 14                   |
| Жінки    | 86      | 14                 | 55               | 17                   |
| Разом    | 166     | 27                 | 108              | 31                   |